# Örebrocupen
Örebrocupen är en fotbollsturnering för ungdomar för både flickor och pojkar från åldrarna F/P10 till F/P16 som arrangerats årligen sedan 1979 i Örebro. Turneringen hålls på sommaren, under 4-dagars period mellan den 17 till 29 juni. År 2010 hade turneringen 443 anmälda lag. Matcherna spelas på omkring 40 olika gräsplaner i centrala Örebro, av dessa ligger 16 på Rostagärde. Pokaler och medaljer utdelas till de fyra bästa lagen i A-slutspelet. Även B-slutspelets finallag får medaljer. Alla spelare får dessutom ett diplom.
Örebrocupen utövas även i sporterna innebandy och handboll. Det finns också Örebrocupen inomhus i futsal.
De föreningar som samarbetat om att arrangerar Örebrocupen är:
- Adolfsbergs IK
- BK Forward
- Karlslunds IF
- Örebro SK Ungdom